# Giuseppe Casale
Giuseppe Casale (Trani, 28 de septiembre de 1923-Vallo della Lucania, 18 de mayo de 2023) fue un historiador y prelado italiano de la Iglesia católica, arzobispo emérito de Foggia-Bovino.

## Vida
Casale nació en Trani, Italia y fue ordenado presbítero el 3 de febrero de 1946. Estudió teología e historia, y fue profesor de Historia de la Iglesia e Historia Italiana desde 1949 hasta 1953 en las universidades católicas de Trani y Molfetta. Después de esto,  publicó en diversas revistas pastorales. Fue nombrado obispo  de la Diócesis de Vallo della Lucania el 26 de octubre de 1974 y el 8 de diciembre de 1974 fue ordenado, primero obispo y más tarde arzobispo  de la Arquidiócesis de Foggia-Bovino el l7 de mayo de 1988. Permaneció en este puesto hasta su jubilación el 27 de mayo de 1999.